# زینب کبری موسوی
زینب کبری موسوی یخ نورد و سنگ‌نورد ایرانی که دارنده مدال‌های آسیایی و جهانی تیمی و انفرادی در رشته یخ نوردی می‌باشد.

## زندگی
زینب کبری موسوی رشته سنگ‌نوردی از ۱۹ سالگی شروع کرد و در سال ۱۳۹۳ به صورت حرفه‌ای در زمینه درای تولینگ به ورزش قهرمانی پرداخت. وی تنها پس از سه ماه تمرین در رشته درای تولینگ توانست بر روی سکوهای قهرمانی کشوری قرار بگیرد. در سال ۱۳۹۵ توانست جزو ۱۰ ورزشکار برتر رنکینگ مسابقات جهانی سرعت (یخنوردی) شود و نایب قهرمانی آسیا را کسب کند و در سال ۱۳۹۶ توانست نقره و برنز قهرمانی تیمی جهان در کشور فرانسه را به دست بیاورد و پر امتیازترین فرد در کسب سکوی جهانی تیم ملی ایران شود در سال ۱۳۹۷ توانست مقام اول آسیا در رشته سرعت یخنوردی به دست بیاورد و با ورود به فینال گرایش لید مسابقات جهانی سویس به آرزوی خود که قهرمانی جهان است نزدیک تر شود و اولین بانوی ایرانی که توانست در هر دو گرایش یخنوردی تا فینال مسابقات جهانی راه یافت و با مقام نایب قهرمانی تیمی مسابقات کمباین یخنوردی به کار خود در سال ۱۳۹۷پایان داد

## افتخارات
موسوی پرامتیازترین ورزشکار در کسب سکوی تیمی جهان در کشور فرانسه در سال ۲۰۱۷ و جزو ۱۰ نفر برتر زنان جهان نیز قرار دارد. اولین بانوی یخنوردی راه یافته به فینال مسابقات جهانی